# Communauté de communes du Pays d’Urfé
Die Communauté de communes du Pays d’Urfé ist ein französischer Gemeindeverband mit Rechtsform einer Communauté de communes im Département Loire, dessen Verwaltungssitz sich in dem Ort Saint-Just-en-Chevalet befindet. Er liegt im Westen des Départements auf der Ostseite der Monts de la Madeleine, einer Bergkette im Norden des Zentralmassivs. Der am 28. Juni 1996 gegründete Gemeindeverband besteht aus 11 Gemeinden auf einer Fläche von 256,07 km². Sein Name bezieht sich auf die Familie D’Urfé, der im Mittelalter und Ancien Régime die Ländereien rund um Champoly gehörten und deren bekanntestes Familienmitglied Honoré d’Urfé war. Präsident des Gemeindeverbandes ist Daniel Perotti.

## Aufgaben
Zu den vorgeschriebenen Kompetenzen gehören die Entwicklung und Förderung wirtschaftlicher Aktivitäten und des Tourismus sowie die Raumplanung auf Basis eines Schéma de Cohérence Territoriale. Der Gemeindeverband bestimmt die Wohnungsbaupolitik. Er betreibt die Straßenmeisterei, die Abwasserentsorgung (teilweise) sowie die Müllabfuhr und ‑entsorgung. Zusätzlich fördert der Verband Kulturveranstaltungen.

## Mitgliedsgemeinden
Folgende 11 Gemeinden gehören der Communauté de communes du Pays d’Urfé an:
| Gemeinde                              | Einwohner 1. Januar 2022 | Fläche km² | Dichte Einw./km² | Code INSEE | Postleitzahl |
| ------------------------------------- | ------------------------ | ---------- | ---------------- | ---------- | ------------ |
| Champoly                              | 315                      | 14,89      | 21               | 42047      | 42430        |
| Chausseterre                          | 213                      | 16,58      | 13               | 42339      | 42430        |
| Cherier                               | 522                      | 28,11      | 19               | 42061      | 42430        |
| Cremeaux                              | 913                      | 33,32      | 27               | 42076      | 42260        |
| Juré                                  | 245                      | 12,07      | 20               | 42116      | 42430        |
| La Tuilière                           | 273                      | 31,09      | 9                | 42314      | 42830        |
| Les Salles                            | 562                      | 25,22      | 22               | 42295      | 42440        |
| Saint-Just-en-Chevalet                | 1.145                    | 29,19      | 39               | 42248      | 42430        |
| Saint-Marcel-d’Urfé                   | 269                      | 13,92      | 19               | 42255      | 42430        |
| Saint-Priest-la-Prugne                | 412                      | 36,68      | 11               | 42276      | 42830        |
| Saint-Romain-d’Urfé                   | 235                      | 15,00      | 16               | 42282      | 42430        |
| Communauté de communes du Pays d’Urfé | 5.104                    | 256,07     | 20               | –          | –            |